# Bataille de Taëz (2015-2018)
Pour les articles homonymes, voir bataille de Taëz.
- Zone contrôlée par le gouvernement yéménite
- Zone contrôlée par les Houthis

Guerre civile yéménite
Insurrection djihadiste au Yémen
Batailles
- Bataille d'Amran
- 1re Bataille de Sanaa
- Bataille de l'aéroport d'Aden
- 1re Bataille d'Aden
- Bataille de Taëz
- 1re Bataille de Moukalla
- 2e Bataille de Moukalla
- 2e Bataille de Sanaa
- 2e Bataille d'Aden
- Bataille d'al-Hodeïda
- Prise de Socotra
- 3e Bataille d'Aden
- 4e Bataille d'Aden
- Offensive de Najran
- Attaque d'Abqaïq et de Khurais
- Offensive d'Al Bayda
- Offensive d'Al Jawf
- Bataille de Marib

La bataille de Taëz est une bataille qui oppose, lors de la guerre civile yéménite, les Houthis aux partisans d'Abdrabbo Mansour Hadi et qui se déroule depuis le 22 mars 2015,,,.

## Contexte

### Forces en présence

#### Pro-Houthis
En plus des Houthis, les forces armées fidèles à l'ex-président Ali Abdallah Saleh participent également aux combats jusqu'à la mort de celui-ci lors de la bataille de Sanaa contre les Houthis.

#### Anti-Houthis
Du côté des forces anti-houthistes, 35 formations participent à la bataille : la 35e brigade des blindée des forces armées fidèles au président Abdrabbo Mansour Hadi, des séparatistes du Mouvement du Sud, des groupes salafistes, des groupes liés aux Frères musulmans d'Al-Islah, Al-Qaïda dans la péninsule arabique (AQPA) et même des éléments de l'État islamique.
La bataille de Taëz constitue une particularité du fait que les djihadistes qu'Al-Qaïda dans la péninsule arabique y combattent aux côtés des groupes soutenus par la coalition arabe. Selon Jean-Philippe Rémy, reporter pour Le Monde : « La branche locale d’AQPA a beau tenter de se faire discrète, éviter les drapeaux, les tenues trop reconnaissables, et se présenter de préférence sous l’appellation d’Ansar Al-Charia, cela ne trompe personne, même si une partie des combattants sont des fusils à louer ».

## Déroulement

### 2015
Le 22 mars 2015, les Houthis prennent le contrôle de l'aéroport de Taëz. Le lendemain 23 mars, ils entrent dans la ville,,.

Situation à Taëz en juillet 2015 :
Zone contrôlée par le gouvernement yéménite
Zone contrôlée par les Houthis

Le 5 août 2015, les loyalistes parviennent à reprendre l'essentiel de la ville. Cependant, le 16 août, les Houthis reprennent le terrain perdu.
Depuis, la ville est assiégée par les Houthis,,,,.
En octobre 2015, la coalition largue des armes aux loyalistes.

### 2016
Le 14 janvier 2016, la coalition largue des vivres aux habitants de Ta'izz.
Le 18 janvier 2016, un journaliste d'Al Jazeera est enlevé, ainsi que des membres de son équipe. Le jour-même, de l'aide parvient à Taëz : seuls certains quartiers en bénéficient. Le 22 du même mois, la Résistance populaire accuse les Houthis d'être responsables de son enlèvement. Le 28 janvier 2016, les journalistes enlevés sont libérés.
Le 10 février 2016, de l'aide est acheminée. Le 18 février 2016, les loyalistes reprennent le district de Misrakh, au sud de Taëz, tandis qu'un photographe de la chaîne loyaliste Yemen TV est assassiné par les rebelles dans la ville. Vers la fin du mois de février 2016, une présence de combattants de l'organisation terroriste Al-Qaïda dans la péninsule arabique est signalée dans la ville.
Le 11 mars 2016, les loyalistes reprennent al-Misrakh, ainsi que les banlieues sud et ouest de Taëz, tandis que des colonnes des Houthis se replient vers Al Hodeyda. Dans la soirée, les loyalistes annoncent avoir brisé le siège de la ville. Après la reprise de l'entrée ouest de la ville, les affrontements ont fait au total quarante-huit morts et cent-vingt blessés. Le 19 mars 2016, les Houthis tentent de reprendre la banlieue sud-ouest de la ville, récemment perdue au profit des loyalistes, puis ils sont visés par des raids de la coalition.Le 21 mars 2016, un journaliste indépendant est tué par les Houthis .
En avril 2016, la Résistance populaire à Marib propose d'appuyer les forces anti-Houthis en hommes et en armes. Le 11 avril, les loyalistes accusent les rebelles d'avoir violé, à Taëz, le cessez-le-feu entré en vigueur dans tout le pays la veille.
En juillet 2016, des djihadistes détruisent un mausolée soufi médiéval.

Situation à Taëz en août 2016 :
Zone contrôlée par le gouvernement yéménite
Zone contrôlée par les Houthis

Le 18 août 2016, après la fin des pourparlers de paix, les loyalistes lancent une offensive pour briser le siège, provoquant la mort de treize soldats loyalistes et de cinq rebelles. Le 22 août 2016, l'armée loyaliste affirme avoir partiellement brisé le siège, tandis que les rebelles ont laissé derrière eux des explosifs, bloquant l'accès aux routes.
Le 12 septembre 2016, des manifestants demandent la levée du siège et lors du sermon de l'aïd al-Adha, l'imam de Taëz apporte son soutien à cet appel.
Entre le 14 septembre et le 15 septembre, 27 rebelles et 13 combattants progouvernementaux ont péri dans une offensive rebelle autour de Taëz et à Kirsh. L'offensive a été mise en échec dans la région de Wadi Dhoubab qui commande l'accès au secteur ouest de Taëz. Au même moment, les rebelles et leurs alliés acheminent des renforts dans la province de Lahj pour tenter de conquérir des hauteurs surplombant le détroit de Bab al-Mandeb. Le 14 septembre, les forces progouvernementales, soutenues par l'aviation et l'artillerie de la coalition arabe, déjouent une attaque rebelle contre le mont Kahboub et les combats font huit morts, dont cinq rebelles. Le 17 septembre, des combats entre loyalistes et rebelles font respectivement 1 et 5 morts à Charija, située entre le gouvernorat de Taëz et celui de Lahij, tandis que les loyaliste reprennent cinq collines dans cette zone. Entre le 20 et le 21 septembre, de violents combats entre rebelles et loyalistes pour le contrôle des hauteurs surplombant le détroit stratégique de Bab al-Mandeb font au moins 17 morts et de nombreux blessés. Dans ces combats 13 rebelles sont morts et 4 loyalistes dont un colonel.
Le 4 octobre, un attentat contre un marché populaire de la ville fait au moins 10 morts et 17 blessés. Cette attaque est attribuée aux rebelles chiites houthis.

### 2017

Carte de l'offensive au printemps 2017.
Zone contrôlée par le gouvernement yéménite
Zone contrôlée par les Houthis

Le 23 janvier 2017, les loyalistes reprennent le port de Mocha. Le 10 février 2017, les loyalistes reprennent totalement la ville de Mocha. Le 13 février 2017, des combats faisant vingt morts éclatent au nord de Mocha, où les loyalistes tentent d'atteindre al-Hodeïda.
Le 3 juin 2017, des combats entre rebelles et forces gouvernementales, pour la reprise d'un palais à Taëz, font au moins 27 morts (19 rebelles et 8 soldats). De sources militaires, les forces gouvernementales sont sur le point de reprendre le palais.
Le 8 décembre 2017, les loyalistes, aidés de l'armée émiratie, reprennent le contrôle d'al-Khokha, située au sud du gouvernorat d'al-Hodeïda. Le 25 décembre, les combats se poursuivent à Haïs et Tahtia.

### 2018

Carte de l'offensive en 2018.
Zone contrôlée par le gouvernement yéménite
Zone contrôlée par les Houthis
Zone contrôlée par les séparatistes du Conseil de transition du Sud

Le 26 janvier 2018, les loyalistes repartent à l'offensive dans la ville de Taëz, qu'ils contrôlent majoritairement, tuant le commandant houthi Abou Azzam.
Le 5 février 2018, les loyalistes entrent dans le gouvernorat d'al-Hodeïda en reprenant Haïs.